# Schirmschlag

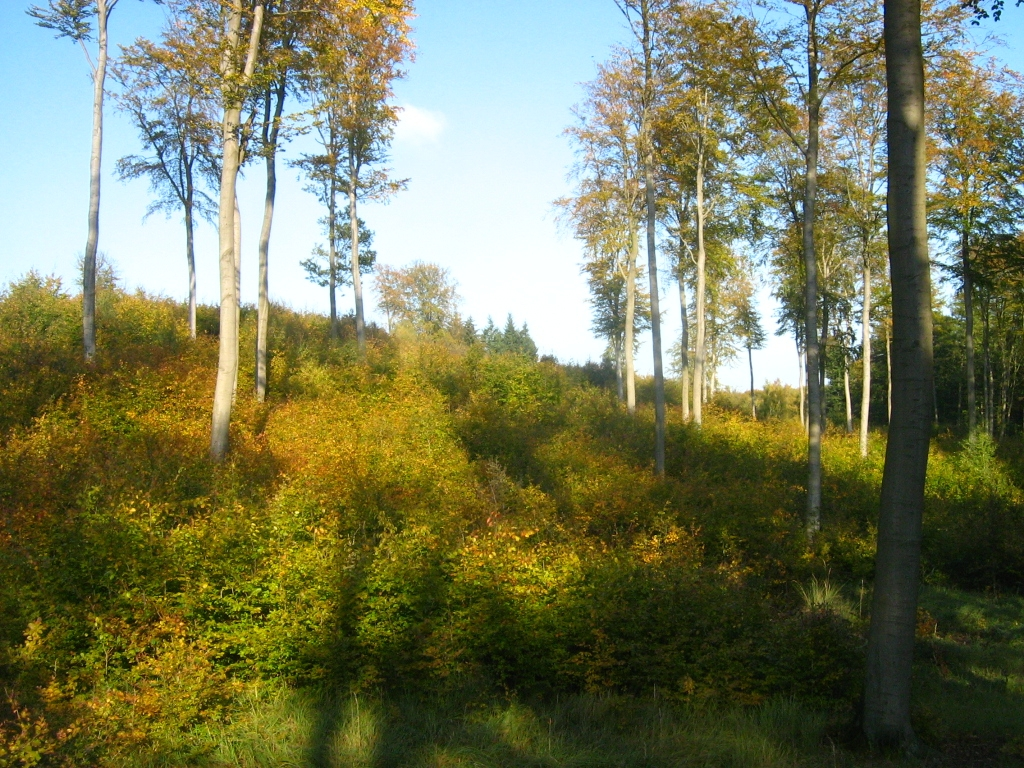
Schirmschlag bei der kahlschlagslosen Buchenwirtschaft mit gut entwickelter Naturverjüngung.

Als Schirmschlag, oder Schirmhieb, wird in der Forstwirtschaft eine Art der Holzernte bezeichnet, bei der wie bei Einzelstammwirtschaft und Plenterwald das Kronendach eines Bestandes durch Entnahme einzelner Bäume aufgelichtet wird.

## Geschichte
Das grundsätzliche Konzept des Schirmschlags wurde erstmals im 18. Jahrhundert in der Hanau-Münzenbergischen Forstordnung von 1736 aufgestellt und später durch Georg Ludwig Hartig (1791) weiter konkretisiert. Auf Grundlage der von Hartig beschriebenen Methoden entwickelte sich der Schirmschlag im 19. Jahrhundert zur beherrschenden Form der Holzernte. Er wurde vorrangig in Buchenbeständen, aber auch in Mischbeständen aus Tanne, Fichte und Buche angewendet und erzielte dabei zufriedenstellende Ergebnisse, in reinen Kiefern- und Fichtenbeständen hingegen konnte sich der Schirmschlag aufgrund zu geringer Erträge nicht durchsetzen. Aus dem Schirmschlag entwickelte sich Ende des 19. Jahrhunderts der Femelschlag.

## Vorgehen
Der Verlauf eines Schirmhiebs wird, unabhängig von der Baumart, in sechs Phasen unterteilt, die sich über einen Zeitraum von 10 bis 30 Jahre erstrecken.
1. Geschlossener Altholzbestand: Der Bestand besteht fast ausschließlich aus Altholz, alle Bäume sind in etwa gleich groß und bilden ein geschlossenes Kronendach.
2. Vorbereitungshieb: Durch die Entnahme von ca. 15 % des aufstockenden Holzvorrates wird das Kronendach vorsichtig geöffnet und die Umsetzungsprozesse am Boden werden verbessert. Dieser Schritt kann bei Beständen mit günstigen Bodenverhältnissen übersprungen werden.
3. Besamungshieb: In dieser, als Mastjahr bezeichneten, Phase werden 30–40 % des aufstockenden Volumens entnommen. Hierdurch entsteht ein lichtes Kronendach, das die Verjüngung auf der gesamten Fläche des Bestandes erlaubt. Vor dem Abwurf der Samen durch den Baum wird der Boden, soweit dies nötig ist, durch verschiedene Bearbeitungsmethoden für die Verjüngung vorbereitet.
4. Lichtungshieb: In dieser Phase wird der Großteil des Altholzschirms geräumt. Der Anteil hierbei hängt von der Entwicklung der Verjüngung ab. Um weiterhin eine ökologische Schutzwirkung aufrechtzuerhalten, bleibt ein lockerer, sehr lichter Schirm bestehen.
5. Räumungshieb: Die Reste des Altholzes, welche sich vor allem am Rand des Bestandes befinden, werden entnommen. Einzelne Bäume, die die voranschreitende Verjüngung nicht einschränken, können bestehen bleiben.
6. Abschluss: Der Altbestand wurde komplett durch eine gleichmäßig, auf der ganzen Bestandsfläche ausgebreiteten Verjüngung ersetzt. In dieser Phase sind keine Bäume des alten Bestandes mehr vorhanden.

Diese klassische Art des Schirmschlags wird aus unterschiedlichen Gründen teilweise stark abgewandelt. So wird, aufgrund verbesserter Bodenverhältnisse in der Vergangenheit, oft auf den Vorbereitungshieb verzichtet. Aus der Verbesserung der Bodenverhältnisse resultiert auch eine Verbesserung der Wuchsbedingungen für Bodenpflanzen. Hierdurch besteht die Gefahr einer Verunkrautung des Jungwuchses. Um diesem entgegenzuwirken, sollte vor dem Öffnen des Kronendachs darauf geachtet werden, dass die Jungpflanzen in ihrer Entwicklung einen Vorsprung gegenüber den Bodenpflanzen haben. Andernfalls kann es nötig sein, teure Gegenmaßnahmen zum Schutz des Jungwuchses zu ergreifen. Mastjahre, in denen durch Entnahme großer Altholzanteile auch hohe Erträge erzielt werden, verlieren an Bedeutung und werden häufig vom  Voranschreiten der Verjüngung abhängig gemacht. Weiterhin wird das Verbleiben einzelner Schirmbäume heute auch genutzt, um durch die höhere Belichtung des Baumes, die einzelnen Stämme weiterzuentwickeln und somit einen höherwertigen Ertrag bei der Entnahme zu erzielen.

## Formen des Schirmschlags
Im Folgenden sind die wichtiges Formen des Schirmschlags genannt:
- Großschirmhieb: Gleichmäßige Schirmstellung auf große Flächen, z. B. ganzen Abteilungen oder Unterabteilungen.
- Zonenschirmhieb: Gleichmäßige Schirmstellung in einer Tiefe von ein bis drei Altbaumlängen, meist im sturmabgewandten Teil des zu verjüngenden Bestandes beginnend.
- Streifenschirmschlag: Gleichmäßige Schirmstellung in einer Tiefe bis zu einer Altbaumlänge, im sturmabgewandten Teil des zu verjüngenden Bestandes beginnend.

## Ökologische Bedeutung
Der Schirmschlag ist vor allem für die Entwicklung von Schatten- und Halbschattenbaumarten von wichtiger Bedeutung. Diese Baumarten benötigen eine konkurrenzarme, vor zu starken Witterungseinflüssen geschützte Umgebung, um sich optimal entwickeln zu können. Durch die langsam voranschreitende Ausdünnung des Schirms kann der Jungwuchs ohne zu großen Einfluss dieser Störfaktoren wachsen und ist am Ende des Schirmhiebs stark genug, sich gegen diese äußeren Einwirkungen durchzusetzen.

## Vor- und Nachteile
Der Schirmschlag stellt neben dem Kahlschlag die bedeutendste Form der Waldverjüngung dar. Soll ein Bestand allein durch Naturverjüngung erneuert werden, so ist der Schirmschlag die vorherrschende Methode.
Bei der waldbaulichen Verjüngung durch einen Schirmschlag treten folgende Vor- und Nachteile auf:

### Vorteile
- Schatten- und Halbschattenbaumarten können sich, ihren ökologischen Ansprüchen gemäß, unter Schirmschutz natürlich verjüngen und sich dort solange entwickeln, bis sie den Umweltbedingungen des Freistandes – Temperaturextreme, konkurrierende Bodenvegetation –  gewachsen sind.
- Durch entsprechende Hiebsführung können auch Lichtbaumarten gruppen- oder horstweise in den Gruppenbestand aus schattenertragenden Arten eingebracht werden.
- Werden Mischbestände angestrebt, so können sie bei Vorhandensein von  Mutterbäumen der entsprechenden Baumarten aus Naturverjüngung oder bei deren Fehlen durch künstliche Einbringung erreicht werden.
- Bei Versagen oder Unmöglichkeit der Naturverjüngung ist der ganze Verjüngungsprozess auch auf künstlichem Wege durch Pflanzung oder Saat möglich.
- Wird spätestens zu Beginn der Verjüngung eine geländegerechte räumliche Ordnung für jeden Bestand geschaffen, so bereitet die Ernte der Altbäume über der angekommenen Verjüngung technisch nur geringe Schwierigkeiten.
- Bei Einhaltung längerer Überschirmungszeiträume kann es zu beachtlichen Lichtungszuwächsen an den freigestellten Altbäumen kommen. Handelt es sich dabei um Stämme von hoher Qualität, so ist damit ein erheblicher Wertzuwachs verbunden.

### Nachteile
- In Mastjahren der seltener fruktifizierenden Baumarten können nicht marktgerechte Anfälle von Holz entstehen, wenn zur Förderung des Ankommens der Verjüngung verstärkt eingeschlagen wird.
- Die Erntekosten für die Lichtungs- und Räumunghiebe erhöhen sich dadurch, dass Zuschläge für besondere Sorgfalt bei Hieb und Rücken gezahlt werden müssen.
- Die Sturmwurfgefahr im Altholz nimmt in den ersten Jahren nach der Schirmstellung erheblich zu.